# Takashi Yamamoto
Takashi Yamamoto, född 23 juli 1978 i Osaka, är en japansk simmare som vann två medaljer vid olympiska sommarspelen 2004.

### Fotnoter
1. ↑  ”Takashi Yamamoto Bio, Stats, and Results - Olympics at Sports.reference.com”. sportsreference.com. Sportsreference. Arkiverad från originalet den 14 december 2009. https://web.archive.org/web/20091214015541/http://www.sports-reference.com/olympics/athletes/ya/takashi-yamamoto-1.html. Läst 24 november 2015.